# Élections législatives tuvaluanes de 1998
Des élections legislatives se tiennent aux Tuvalu le 26 mars 1998, pour élire les douze députés du Fale i Fono (Assemblée nationale). Tuvalu est un royaume du Commonwealth ; le premier ministre doit donc être un député issu de la majorité parlementaire. Il n'y a pas de partis politiques aux Tuvalu. Le Gouverneur général nomme donc premier ministre le député qui obtient le soutien d'une majorité de ses pairs.
Les Tuvalu sont divisées en huit circonscriptions électorales, correspondant aux huit atolls ou îles habités du pays. À cette date, quatre circonscriptions sont représentées par deux députés, et les quatre autres par un seul, en raison de leur population.

## Résultats
Sept députés sortants conservent elurs sièges ; deux autres font leur retour au Parlement après avoir été absents de la législature sortante ; et trois députés font leur entrée au Fale i Fono pour la première fois.
Après l'élection, le nouveau Parlement procède à l'élection du premier ministre. Le premier ministre sortant, Bikenibeu Paeniu, est reconduit à cette fonction, obtenant le soutien de dix députés (lui-même compris), et constituant ainsi une majorité gouvernementale record. Son adversaire Koloa Talake n'obtient, outre sa propre voix, que le soutien d'un seul autre député, Faimalaga Luka. Il prend la tête d'une Opposition parlementaire largement symbolique.
Liste des élus :
| Nom                      | Circonscription | Remarques                                                             |
| ------------------------ | --------------- | --------------------------------------------------------------------- |
| Ionatana Ionatana        | Funafuti        | réélu ; ancien premier ministre                                       |
| Rév. Teleke Peleti Lauti | Funafuti        | nouveau                                                               |
| Otinielu Tausi           | Nanumaga        | réélu ; ministre des Ressources naturelles sortant                    |
| Lagitupu Tuilimu         | Nanumea         | nouveau                                                               |
| Kokea Malua              | Nanumea         | retour                                                                |
| Samuelu Penitala Teo     | Niutao          | nouveau ; fils de l'ancien Gouverneur général Sir Fiatau Penitala Teo |
| Tomu Sione               | Niutao          | retour                                                                |
| Dr Alesana Kleis Seluka  | Nui             | réélu ; ministre des Finances sortant                                 |
| Faimalaga Luka           | Nukufetau       | réélu ; député d'Opposition                                           |
| Bikenibeu Paeniu         | Nukulaelae      | réélu ; premier ministre sortant                                      |
| Koloa Talake             | Vaitupu         | réélu ; député d'Opposition                                           |
| Dr Tomasi Puapua         | Vaitapu         | réélu ; président du Parlement sortant ; ancien premier ministre      |